# John Dunovant
John Dunovant  (5 maart 1825 – 1 oktober 1864) was een Amerikaanse beroepsmilitair. Hij nam deel aan de Slag om Chapultepec tijdens de Mexicaans-Amerikaanse Oorlog en was kapitein in het United States Army tussen 1855 en 1860. Tijdens de  Amerikaanse Burgeroorlog was hij kolonel en brigadegeneraal (met tijdelijke rang)  in het Confederate States Army. Dunovant sneuvelde tijdens de Slag bij Vaughan Road op 1 oktober 1864.

## Vroege jaren
John Dunovant werd geboren op 5 maart 1825 in Chester, South Carolina. Hij was de zoon van John Dunovant en Margaret Sloan Quay. Zijn broer, Richard Dunovant zou brigadegeneraal van de militie in South Carolina worden en kolonel van de 12th South Carolina Infantry Regiment tussen 1 september 1861 en 2 april 1862.
Over zijn jeugdjaren is weinig gekend. De eerste vermelding over Dunovant vinden we terug wanneer hij sergeant is in het Palmetto Regiment. Dit was een regiment bestaande uit vrijwilligers van South Carolina die meevocht in de Mexicaans-Amerikaanse Oorlog. Hij raakte gewond tijdens de Slag om Chapultepec. Dunovant werd op 7 december 1847 eervol ontslagen.
Op 3 maart 1855 wordt Dunovant aangesteld als kapitein in het 10th Infantry Regiment. Hij diende zijn ontslag in op 29 december 1860 nadat South Carolina enkele dagen ervoor voor secessie had gekozen. Hij gaf zich op als vrijwilliger bij de militietroepen van zijn thuisstaat.

## Amerikaanse Burgeroorlog
Toen de Amerikaanse Burgeroorlog uitbrak met de Zuidelijke Aanval op Fort Sumter was Dunovant majoor in de Georgia Militia. Hij was onderbevelhebber van Fort Moultrie, een van de verschillende forten in de baai die de toegang tot Charleston, South Carolina dienden te beschermen. Dunovant was dan ook aanwezig bij de openingsschoten van het conflict. Op 22 juli 1861 werd hij benoemd tot kolonel van de 1st South Carolina Regulars die in Fort Moultrie gestationeerd waren.
Kolonel Dunovant werd op 8 november 1862 ontslagen uit actieve dienst wegens dronkenschap. Hij kreeg uiteindelijk op 28 juli 1863 een tweede kans en werd commandant van het 5th South Carolina Cavalry Regiment. Op 18 mei 1864 werd zijn regiment overgeplaatst naar Virginia en ingedeeld in de brigade van brigadegeneraal Matthew C. Butler die deel uitmaakte van generaal-majoor Hamptons divisie in het cavaleriekorps van het Army of Northern Virginia. Dunovant en zijn regiment vochten mee tijdens de Slag bij Cold Harbor en de Slag bij Trevilian Station tijdens de Overlandveldtocht en in de vroege fase van de beleg van Petersburg. Met zijn acties en daden kon hij zijn reputatie van dronkenschap achter zich laten. Hij raakte op 28 mei 1864 gewond aan zijn linkerhand tijdens de Slag bij Haw's Shop.
Op 2 augustus stelde president Jefferson Davis aan generaal Robert E. Lee voor om Dunovant tijdelijk te  bevorderen tot brigadegeneraal. Lee ging akkoord en op 22 augustus 1864 werd hij bevorderd tot brigadegeneraal. Het was wel nog niet officieel bekrachtigd door het Zuidelijke congres.

## Overlijden
Dunovant sneuvelde op 1 oktober 1864 tijdens de Slag bij Vaughan Road. Hij werd neergeschoten terwijl hij een charge aanvoerde. Generaal-majoor Matthew C. Butler wou een flankaanval uitvoeren en verwierp Dunovants voorstel voor een frontale aanval. Uiteindelijk gaf Butler toe. Toen Dunovant dood neerviel trokken zijn troepen zich onmiddellijk terug. De Noordelijke sergeant James T. Clancy van de  1st New Jersey Volunteer Cavalry zou Donuvant hebben neergeschoten.
Het stoffelijk overschot van Donuvant werd overgebracht naar zijn geboortestreek waar hij ook begraven werd.